# INCUCAI
El Instituto Nacional Central Único Coordinador de Ablación e Implante (INCUCAI) es el organismo que impulsa, normaliza, coordina y fiscaliza las actividades de donación  y trasplante de órganos, tejidos y células en Argentina. Actúa en las provincias argentinas junto a 24 organismos jurisdiccionales de ablación e implante con el fin de brindar a la población un acceso trasparente y equitativo al trasplante.
El INCUCAI es un ente descentralizado dependiente de la Secretaría de Políticas, Regulación e Institutos del Ministerio de Salud (Argentina). Sus acciones se orientan a dar cumplimiento efectivo a la Ley de Trasplante de Órganos, normativa que establece las líneas de su funcionamiento, para satisfacer la demanda de los pacientes que esperan un trasplante.
La misión del INCUCAI es promover, regular y coordinar las actividades relacionadas con la procuración y el trasplante de órganos, tejidos y células en Argentina, garantizando transparencia, equidad y calidad. La visión apunta a construir un sistema inserto en la estructura sanitaria que sea capaz de generar respuestas a las múltiples demandas de trasplantes, sustentado por la confianza y la actitud positiva de la comunidad hacia la donación.

## Historia

### Antecedentes
Los trasplantes se afianzaron hacia fines de la década de los ’70, gracias al descubrimiento de nuevas drogas inmunosupresoras.  En este contexto, y con la progresiva demanda de trasplantes, el Estado argentino se vio ante la necesidad de regular la práctica. Por ello, en 1977 dictó la Ley 21.541 que dio nacimiento al Centro Único Coordinador de Ablación e Implante (CUCAI). El CUCAI, que comenzó a funcionar en 1978, surgió entonces como el organismo de procuración nacional a cargo de la normatización de la actividad.
En un comienzo se desarrollaron programas de trasplante renal en el área metropolitana de Buenos Aires.  A principios de los ’80, con un marco regulatorio y el control de la inmunosupresión, se fueron constituyendo organismos de procuración provinciales en Córdoba, Santa Fe y Mendoza. Luego, se desarrolló el criterio de organización del país en regionales, cada una con una jurisdicción cabecera que centralizaba las acciones locales, modelo que afirmó la tendencia de crecimiento.
En paralelo, los programas de trasplante hepático y cardíaco se sumaron a los equipos de trasplante renal en marcha. En 1980 comenzaron a realizarse trasplantes cardíacos exitosos en forma sistemática. En 1986 se modificó la Ley 21.541, sancionándose la Ley 23.464. Dos años más tarde, se realizó el primer trasplante hepático. Durante esta década, Córdoba fue la provincia que logró el mayor crecimiento, con la obtención de un tercio de los órganos que se trasplantaron en todo el país.

### Creación del INCUCAI
En la década del ‘90 se produjo una consolidación de los trasplantes en el país, al promoverse desde el Estado políticas sanitarias que impulsaron nuevas instancias de coordinación. Se crearon organismos jurisdiccionales de procuración en la mayoría de las provincias argentinas, y de esta manera se optimizó la cobertura territorial. En 1990, con la sanción de la Ley 23.885, el CUCAI se convirtió en el Instituto Nacional Central Único Coordinador de Ablación e Implante (INCUCAI), pasando a ser un organismo descentralizado con autarquía y conservando su dependencia del Ministerio de Salud de la Nación.
A principios de los noventa se destacó el crecimiento de la procuración en la provincia de Buenos Aires, y se puso en funcionamiento oficialmente dentro del sistema público de salud el Centro Único Coordinador de Ablación e Implante de Buenos Aires (CUCAIBA). En ese momento comenzó un crecimiento sostenido aunque diverso en las distintas regiones del país.
Los avances científicos posibilitaron concretar trasplantes pulmonares  en Argentina en 1992. Al año siguiente, se aprobó la Ley 24.193 de Trasplante de Órganos, normativa que rige en la actualidad con las modificaciones incorporadas por la Ley 26.066. Más tarde, se iniciaron los trasplantes de páncreas, y luego de intestino. 

### Programa Federal de Procuración
La actividad de ablación e implante experimentó un crecimiento sostenido hasta 1995, año en que se detuvo la curva ascendente en la procuración de órganos. Para revertir esta tendencia, en 2003 el INCUCAI lanzó el Programa Federal de Procuración de Órganos y Tejidos, con la premisa básica de incrementar la procuración de órganos para implante de modo que éstos superen la incidencia de ingresos de pacientes en lista de espera. En ese año comenzó a funcionar en el ámbito del INCUCAI, el Registro Nacional de Donantes de Células Progenitoras Hematopoyéticas (CPH) –creado por la Ley 25.392– para dar respuesta a personas con indicación de trasplante de CPH, conocido popularmente como trasplante de médula ósea, que no contaran con un donante compatible dentro de su grupo familiar.

### SINTRA
Desde el año 2002 Argentina cuenta con un sistema informático que monitorea en tiempo real toda la actividad de donación y trasplante de órganos. El Sistema Nacional de Información de Procuración y Trasplante de la República Argentina (SINTRA), es el sistema para la administración, gestión, fiscalización y consulta de la actividad de procuración y trasplante de órganos, tejidos y células en el ámbito nacional. El SINTRA es sistema de información nacional que permite el registro en tiempo real de la actividad de donación y trasplante, la gestión de pacientes en diálisis, listas de espera y asignación de órganos y tejidos con fines de implante, con el fin de permitir el monitoreo y evaluación permanente, así como ofrecer a la sociedad la garantía de transparencia de la actividad. 

### Ley del Donante Presunto
En 2005 se aprobó la Ley 26.066, modificatoria de la 24.193, que incorporó la figura del donante presunto para las donaciones de órganos. La normativa, que establece que toda persona mayor de 18 años es considerada donante con excepción de quienes manifiesten su voluntad con contrario, entró en vigencia en 2006 y permitió que la actividad de procuración continuara en ascenso.
En 2010 el Ministerio de Salud a través del INCUCAI y el sistema de procuración implementó el Plan de Desarrollo de Trasplante Renal, el cual articula acciones a diferentes niveles para prevenir, diagnosticar, tratar y seguir la enfermedad renal crónica. En ese marco se implementa la Estrategia Hospital Donante Archivado el 12 de noviembre de 2020 en Wayback Machine., la cual tiene como objetivo incorporar la procuración como una actividad propia de los hospitales para incrementar la disponibilidad de órganos y tejidos para trasplante.
Durante el 2012 Argentina alcanzó una tasa de 15,1 donantes por millón de habitantes, lo que la posicionó a la vanguardia en la región en materia de donación.
En el año 2014 Argentina se mantenía como líder entre los países de la región en materia de trasplante de órganos por millón de habitantes, liderando las estadísticas en trasplantes cardíacos, pancreáticos e intestinales, según consta en el Newsletter Transplant, publicado por el Consejo de Europa, el cual contiene las cifras internacionales de donación y trasplantes.
En 2017 el INCUCAI es designado Centro Colaborador de la Organización Mundial de la Salud (OMS) en materia de donación y trasplante de órganos, tejidos y células. En el mundo entero, hay sólo tres centros colaboradores especializados en donación y trasplante de órganos, tejidos y células: la ONT española, el Centro Nazionale Traspianto italiano y el INCUCAI.

### Nueva Ley de Trasplante
En agosto de 2018 entra en vigencia la Ley N.º 27.447 que regula las actividades relacionadas con la obtención y utilización de órganos, tejidos y células de origen humano en nuestro país. La cantidad de donantes aumentó desde entonces de manera sostenida.
En 2019 se alcanzó una nueva marca histórica en donantes y trasplantes de órganos. Se realizaron 883 procesos de donación que permitieron que 1.945 pacientes en lista de espera accedan a un trasplante de órganos. De esta forma, Argentina alcanzó una Tasa de 19.6 Donantes por Millón de Habitantes, la más alta de su historia. Esta cifra se acerca por primera vez a la del promedio anual de donantes de los países de la Unión Europea (22.2). Perfil, 01/01/2020.</ref>
En el contexto de la pandemia COVID-19 del año 2020, por decisión político-sanitaria del Ministerio de Salud de la Nación a través del INCUCAI junto a los 24 organismos jurisdiccionales de ablación e implante de todo el país, se logró sostener la operatividad de los programas de procuración y trasplante de órganos, tejidos y células con el objetivo de brindarles una respuesta a todos los pacientes que esperan. Se establecieron los Protocolos correspondientes para la selección de potenciales donantes asegurando la no transmisión del COVID-19 y la protección de los equipos intervinientes. En 2021, aún en el contexto de la pandemia COVID-19, la cantidad de trasplantes de órganos aumentó un 40% en relación con el año anterior. Sitio web INCUCAI.</ref>
En la actualidad sistema de salud Argentino cuenta con miles de profesionales capacitados en la materia y con 145 centros de trasplante de órganos, 612 de tejidos y 46 equipos de trasplante de médula ósea, habilitados, coordinados y fiscalizados por el INCUCAI en todo el país.

## Nómina de Presidentes del Directorio
| N.º | Presidente del Directorio                           | Periodo                                        | Nombrado por                   |
| --- | --------------------------------------------------- | ---------------------------------------------- | ------------------------------ |
| 1   | Oscar López Blanco                                  | 18 de marzo de 1992 - 22 de septiembre de 1994 | Carlos Menem                   |
| 2   | Daniel Ricardo Neustadt                             | 23 de septiembre de 1994 - 18 de junio de 1997 | Carlos Menem                   |
| n/a | Roberto Cambariere (Interino)                       | 18 de junio de 1997 - 26 de marzo de 1998      | Carlos Menem                   |
| 3   | María del Carmen Bacqué                             | 26 de marzo de 1998 - 26 de marzo de 2002      | Carlos Menem                   |
| 4   | Fernando Adrián Casavilla                           | 3 de mayo de 2002 - 30 de diciembre de 2002    | Eduardo Duhalde                |
| 5   | Carlos Alberto Soratti                              | 29 de enero de 2003 - 16 de mayo de 2006       | Eduardo Duhalde                |
| 6   | Armando Mario Perichon                              | 5 de septiembre de 2006 - 14 de abril de 2008  | Néstor Kirchner                |
| 7   | Carlos Alberto Soratti (Interino hasta el 6/8/2009) | 15 de abril de 2008 - 16 de diciembre de 2015  | Cristina Fernández de Kirchner |
| 8   | María del Carmen Bacqué                             | 7 de enero de 2016 - 22 de marzo de 2018       | Mauricio Macri                 |
| 9   | Alberto Alejandro Maceira                           | 18 de abril de 2018 - 13 de diciembre de 2019  | Mauricio Macri                 |
| 10  | Carlos Alberto Soratti                              | 16 de marzo de 2020 - 10 de diciembre de 2023  | Alberto Fernández              |
| 10  | Carlos Alberto Soratti                              | 18 de diciembre de 2023 - en el cargo          | Javier Milei                   |